# هاري كوبر (طبيب بيطري)
هاري كوبر (بالإنجليزية: Harry Cooper)‏ حاصل على وسام أستراليا (ولد في 20 فبراير 1943) وهو طبيب بيطري أسترالي وشخصية تلفزيونية اشتهرت بظهوره في وسائل الإعلام.

## روابط خارجية
- هاري كوبر على موقع IMDb (الإنجليزية)